# Philologus
Philologus. Zeitschrift für antike Literatur und ihre Rezeption, bis einschließlich 1995 unter dem Titel Philologus. Zeitschrift für antike Literatur und ihr Nachleben, ist eine der ältesten, bedeutendsten und angesehensten Zeitschriften auf dem Gebiet der klassischen Altertumswissenschaften. Der Philologus erscheint zweimal jährlich im Verlag Walter de Gruyter. Seit 2014 erscheinen neben der Zeitschrift auch Monographien unter dem Titel Philologus. Supplemente / Philologus. Supplementary Volumes. Geschäftsführende Herausgeber sind Christoph Schubert und Jan Stenger.

## Einzelheiten
Begründet wurde die Zeitschrift 1848 als Philologus. Zeitschrift für das klassische Altertum und sein Nachleben. Eine erste Folge wurde bis 1887/88 (Nummer 46) herausgegeben, eine zweite Folge ab 1889 begann erneut bei Nummer 1. In den 1940er Jahren erschien die Zeitschrift nur unregelmäßig, seit 1954 wieder regelmäßig.
Philologus erscheint seit der Übernahme des Akademie-Verlages zweimal im Jahr im Verlag Walter de Gruyter. Herausgeber sind Christoph Schubert, Jan Stenger, Sotera Fornaro und Tobias Reinhardt. Die Arbeitsstellen zur Herausgabe der Zeitschrift befinden sich an der Julius-Maximilians-Universität Würzburg (Beiträge zur Gräzistik) und an der Friedrich-Alexander-Universität Erlangen-Nürnberg (Beiträge zur Latinistik / Philologus. Supplemente). Vor der Wende wurde die Zeitschrift in Ost-Berlin vom Zentralinstitut für Alte Geschichte und Archäologie der Akademie der Wissenschaften der DDR herausgegeben. Von 1897 bis 1944 erschien der Philologus in Leipzig bei Dieterich.
Die Beiträge, die auf Deutsch, Englisch, Französisch und Italienisch, früher auch in Lateinisch, verfasst sein können, befassen sich mit Problemen der griechischen und lateinischen Literatur, der Geschichtsschreibung, Philosophie, Religionsgeschichte und Linguistik sowie ihrer Rezeption und der Wissenschaftsgeschichte. Ziel der Zeitschrift ist es, einen Beitrag zur Erhellung der geistigen Kultur der Antike und ihrer Wirkungsgeschichte zu leisten. Sie erscheint zweimal jährlich, im Juni und im November, und hat eine Auflage von 600 Exemplaren.

## Geschichte

### Die Ära Schneidewin: Begründung des Philologus
Obwohl Friedrich Wilhelm Schneidewin der erste Herausgeber des Philologus war, gebührt der Ruhm, den Philologus begründet zu haben, dem Stolberger Verleger O. Kleinecke. Dieser wandte sich an Schneidewin, der die Herausgabe der Zeitschrift übernahm. Lange konnte sich Kleinecke nicht an seiner neuen Zeitschrift erfreuen. Schon am Anfang hatte er sich übernommen und mit dem zweiten Band wechselte die Zeitschrift zur angesehenen Göttinger Dieterich’schen Verlagsbuchhandlung. War der Beginn an dieser Stelle etwas problematisch, waren die 99 Autoren des ersten Bandes zum Teil besonders namhaft. So waren unter den ersten Autoren beispielsweise Heinrich Ludolf Ahrens, August Nauck, Friedrich Ritschl, Theodor Mommsen, Moriz Haupt, Gottfried Hermann, Otto Jahn, Karl Lachmann, Johannes Nicolaus Madvig, Friedrich Gottlieb Welcker und August Meineke. Schon hier war zu erkennen, was den Philologus immer auszeichnen sollte: mit dem Dänen Madvig gab es schon im ersten Band einen ausländischen Autoren.
Dieser erste Band war „Dem Gedächtnisse Karl Otfried Müllers“ gewidmet. Diese Widmung wurde nie wiederholt, allerdings auch nie widerrufen und kann deswegen auch heute noch als gültig erachtet werden. Intention der Widmung war möglicherweise neben Schneidewins Ehrung seines eigenen früheren Lehrers auch der Versuch, dessen Lehrer August Boeckh als Autoren zu gewinnen. Doch trotz dieser Ehre für seinen früh verstorbenen Lieblingsschüler veröffentlichte Boeckh nie einen Beitrag im Philologus. Eigentlich war die Zeitschrift, die zu diesem Zeitschrift mit dem Untertitel „Zeitschrift für das klassische Alterthum“ versehen war, ein idealer Publikationsort, da damit auch die Alte Geschichte und die Klassische Archäologie ihren Platz haben sollten. Somit stellte sich der Herausgeber an die Seite Boeckhs, der Verfechter einer „Sachphilologie“ war, und stellte sich damit gegen die „Wortphilologen“, deren bedeutendster Vertreter Gottfried Hermann war.
Die Herausgabe des Philologus war ein Wagnis, deren Risiken für den heutigen Betrachter nicht mehr so leicht nachvollziehbar sind, da heute von den früheren Konkurrenten nur noch das Rheinische Museum für Philologie besteht. Dennoch schien Schneidewins Konzept aufzugehen. Ein Viertel des Raumes der Zeitschrift, die zu dieser Zeit in vier Heften pro Jahr erschien, war Jahresberichten zu antiken Autoren und den sich herausbildenden altertumswissenschaftlichen Fachdisziplinen (Philologie, Geschichte, Archäologie) vorbehalten. Dafür war immer das vierte Heft eines Jahrganges vorgesehen. So sollten nicht nur wissenschaftliche Aufsätze, sondern auch umfassende Informationen geboten werden. Allerdings konnten diese Ansätze nur bedingt umgesetzt werden, Artikel aus dem historischen und archäologischen Bereich wurden zusehends weniger eingereicht.

### Stagnation und Niedergang unter Ernst von Leutsch
Mit dem zehnten Band (1855) wurde Ernst von Leutsch, ein Göttinger Professorenkollege Schneidewins, Co-Herausgeber des Philologus. Da Schneidewin im selben Jahr verstarb, wurde von Leutsch alleiniger Herausgeber, was er bis 1888 bleiben sollte. Erste „Amtshandlung“ war eine ausführliche Würdigung seines Vorgängers in Form eines Nachrufes im Philologus. Die mehr als 30 Jahre andauernde Herausgeberschaft ist mit der Vorstellung einer Stagnation, ja sogar des Niederganges der Zeitschrift verbunden.
Im Nachhinein wird über Leutsch kritisch angemerkt, dass der Philologus von ihm nicht fachkundig geleitet wurde und er zu viele wissenschaftlich minderwertige Arbeiten in der Zeitschrift veröffentlichte. Diese Vorwürfe sind jedoch nur zum Teil berechtigt. Auch während der Herausgeberschaft Leutschs veröffentlichten weiterhin viele der angesehensten deutschen Altertumswissenschaftler wie Adolf Kirchhoff, Theodor Bergk, Friedrich Blass, Wilhelm von Christ, Wilhelm Corssen, Hermann Sauppe, Leonhard Spengel, Franz Susemihl, Karl Julius Beloch und Alexander Conze. Die Zeitschrift bot nicht nur Universitätswissenschaftlern ein Forum, sondern auch Gymnasiallehrern. Und nicht zuletzt war der Philologus eine Plattform der internationalen Forschung. Hier veröffentlichten in der Zeit von Leutschs Herausgeberschaft Forscher aus Österreich, der Schweiz, Russland, Dänemark, England, den USA, Italien, Estland und Frankreich. Im Band 64 (1866) erschien zum ersten Mal ein Beitrag in französischer Sprache, bis dato waren nur Beiträge auf Deutsch oder Latein zugelassen.
Leutschs bedeutendste Leistung war der Ausbau der Zeitschrift von einer normalen wissenschaftlichen Publikation zu einem publizistischen Großunternehmen. Kernstück blieb zwar weiterhin die Zeitschrift, in der Aufsätze und Miszellen erschienen, dazu jedoch auch noch die von Schneidewin eingeführten „Jahresberichte“ sowie „Auszüge aus schriften und berichten der gelehrten gesellschaften sowie aus zeitschriften“, „Bibliographische übersichten“ und „Indices“. Seit 1860 kamen dazu noch Supplementbände und ab 1869 der „Philologische Anzeiger“. In den Supplementbänden wurden Aufsätze veröffentlicht, die die normale Länge der Abhandlungen überschritten. Im ersten Band gab es beispielsweise neun Aufsätze von 50 bis 120 Seiten. Im Laufe der Zeit entwickelten sich die Supplementbände, die wie die Zeitschrift in mehreren Heften erschien, zu einer Sammlung von Monografien. Damit ist Leutsch einer der Erfinder dieser Publikationsform. Der „Philologische Anzeiger“ war ein Rezensionsorgan. Die Zeitschrift selbst erschien in dieser Zeit oftmals in zwei Bänden pro Jahr mit zusammen bis zu 1500 Druckseiten. Alles in allem deckte der Philologus das gesamte Spektrum altertumswissenschaftlicher Informationen ab.
Dennoch kann man nicht in Abrede stellen, dass man beim Philologus zu dieser Zeit mehr Wert auf Masse denn auf Klasse legte. Waren viele Entwicklungen innovativ, waren die Aufsätze, die ja das Rückgrat des Unternehmens bildeten, vielfach – aber nicht durchweg – von geringerer Qualität als bei vergleichbaren Publikationen wie dem „Rheinischen Museum“ oder dem 1866 begründeten „Hermes“. Es wäre wünschenswert gewesen, neben den Innovationen einen schlankeren Philologus zu haben. Das Ansehen des Philologus war in der Fachwelt zum Teil so schlecht, dass Ulrich von Wilamowitz-Moellendorff in einem Brief an den Ministerialdirektor Friedrich Althoff nach Leutschs Tod hoffte, der Philologus würde mit diesem sterben. Auch in seinen Erinnerungen 1848–1918 äußerte sich Wilamowitz rückblickend nach 40 Jahren:

„Die Hoffnung, daß der Philologus mit ihm stürbe, erfüllte sich leider nicht. Eine Zeitschrift erhält sich, wenn sie inhaltlich herunterkommt durch die Bibliothekare, die eine Serie nicht abreißen lassen. Das hat allerdings den Vorteil, daß sie sich leichter wieder heben als eine neue sich gründen läßt.“

Nach Leutschs Tod ging die Herausgeberschaft in die Hände des gerade erst 31-jährigen Tübinger Professors für Klassische Philologie Otto Crusius.

### Ära Crusius
Crusius stand am Anfang einer Karriere, die ihn später zum Rektor der Universität München und zum Präsidenten der Bayerischen Akademie der Wissenschaften werden ließ. Crusius gestaltete den Philologus um, indem er u. a. den Erscheinungsmodus auf einen Band pro Jahr einschränkte, die Orthographie anpasste und die Indices in eine neue Form brachte.

### Ära Rehm
Albert Rehm war kurz vor Crusius’ Tod 1917 Mitherausgeber geworden und übernahm für einige Jahre alleine die Herausgeberschaft. Nach Schwierigkeiten wegen der Kriegsnachwirkungen gewann er 1929 Johannes Stroux als Mitherausgeber, der 1935 als Nachfolger von Eduard Norden nach Berlin wechselte. In den Jahren des Nationalsozialismus können trotzdem zeitweise noch Arbeiten von Friedrich Münzer und Walther Kranz bis 1944 gedruckt werden.

### Ära Stroux
Als eine Arbeit von Eduard Norden 1937 nicht mehr publiziert werden konnte, zog sich Rehm aus der Leitung zurück, unterstützte aber weiterhin den befreundeten Stroux in seiner Arbeit für den Philologus. Stroux wählte 1943 als Mitherausgeber Bruno Snell und Hans Ulrich Instinsky. Zwar erschien bereits 1948 das erste Nachkriegsheft, regelmäßig wurden jedoch erst seit 1953 weitere Folgen veröffentlicht.

### Ära Luschnat
Mit dem Tod von Stroux 1954 wechselte die Herausgeberschaft zu Hermann Kleinknecht und Otto Luschnat, der Philologus wurde nunmehr vom Akademie-Verlag in Berlin herausgegeben.

### Ära Schmidt
Ab 1955 übernahmen der bereits 74-jährige hochangesehene Friedrich Zucker aus Jena und der Epikur-Kenner Wolfgang Schmid. Die Zeitschrift wurde nunmehr, wie auf dem Titelblatt angegeben, herausgegeben „im Auftrage des Instituts für griechisch-römische Altertumskunde bei der Deutschen Akademie der Wissenschaften zu Berlin“. Zucker schied 1963 aus dem Redaktionskollegium aus, Luschnat blieb geschäftsführender Herausgeber, ab dem Mauerbau 1961 auf dem Postwege, unterstützt vom Redaktionssekretär Eberhard Rechenberg, da er seinen Wohnsitz in West-Berlin hatte.
Ab 1971 war es aufgrund einer durch Walter Ulbricht verfügten Akademiereform, die Folge seiner veränderten Deutschland-Politik war, nicht mehr möglich, den Philologus mit Herausgebern aus ganz Deutschland zu leiten. Da die Leitung zu dieser Zeit aus je einem Wissenschaftler aus der DDR, einem aus der Bundesrepublik und einem aus West-Berlin bestand, musste eine neue Leitung gebildet werden. Das neue Redaktionskollegium, dem aufgrund einer Vorgabe auch ein Mitglied der SED angehören musste, wurde unter der Leitung von Johannes Irmscher und Ernst Günther Schmidt zusammengestellt.

### Nachwendezeit
Als 1991 die Akademie der Wissenschaften in Ostberlin aufgelöst wurde, übergab der Akademie-Verlag die Herausgeberschaft an ein unabhängiges Herausgeberkollegium mit Joachim Ebert, Fritz Jürß, Ernst Günther Schmidt, Peter Lebrecht Schmidt und Bernd Seidensticker.

## Herausgeber und Mitglieder des Redaktionskollegiums
Die Herausgeber und Mitglieder des Redaktionskollegiums bei Philologus waren:
- Bd. 1–9, 1846–1854, Fr. W. Schneidewin
- Bd. 10, 1855, Fr. W. Schneidewin, E. von Leutsch
- Bd. 11–46, 1856–1888, E. von Leutsch
- Bd. 47–73, 1889–1916, O. Crusius
- Bd. 74–75/1, 1917–1918, O. Crusius, A. Rehm
- Bd. 75/2-83, 1918–1928, A. Rehm
- Bd. 84–92, 1929–1937, A. Rehm, J. Stroux
- Bd. 93–95, 1938–1943, J. Stroux
- Bd. 96–97, 1944–1948, J. Stroux, Br. Snell, H.U. Instinsky
- Bd. 98, 1954, J. Stroux, H. Kleinknecht, O. Luschnat
- Bd. 99–107, 1955–1963, Fr. Zucker, W. Schmid, O. Luschnat
- Bd. 108–114, 1964–1970, Fr. Zucker, W. Schmid, O. Luschnat
- Bd. 115–121, 1971–1977, W. Hofman, J. Irmscher, Fr. Jürß, Fr. Kühnert, E.G. Schmidt, W. Seyfarth
- Bd. 122–127/1, 1978–1983, W. Hofmann, J. Irmscher, Fr. Jürß, W. Kirsch, Fr. Kühnert, R. Müller, E.G. Schmidt
- Bd. 127/2, 1983, W. Hofman, J. Irmscher, Fr. Jürß, W. Kirsch, R. Müller, E.G. Schmidt
- Bd. 128–135, 1984–1991, J. Ebert, W. Hofman, J. Irmscher, Fr. Jürß, W. Kirsch, R. Müller, E.G. Schmidt
- Bd. 136–140, 1992–1996, J. Ebert, Fr. Jürß, E.G. Schmidt, P.L. Schmidt, B. Seidensticker

## Bandverzeichnis der Supplemente
| Band | Autor/ Herausgeber                                                  | Titel | Jahr | ISBN                   |
| 1    | Bas van Bommel                                                      | Classical Humanism and the Challenge of Modernity. Debates on Classical Education in 19th-century Germany                     | 2015 | ISBN 978-3-11-036543-6 |
| 2    | Ramona Früh, Therese Fuhrer, Marcel Humar und Martin Vöhler (Hrsg.) | Irritationen. Rhetorische und poetische Verfahren der Verunsicherung                                                          | 2015 | ISBN 978-3-11-037817-7 |
| 3    | Therese Fuhrer, Felix Mundt und Jan Stenger (Hrsg.)                 | Cityscaping. Constructing and Modelling Images of the City                                                                    | 2015 | ISBN 978-3-11-037682-1 |
| 4    | Sebastian Zerhoch                                                   | Erinys in Epos, Tragödie und Kult. Fluchbegriff und personale Fluchmacht                                                      | 2016 | ISBN 978-3-11-044159-8 |
| 5    | Marcel Humar                                                        | Rhetorik der Verunsicherung. Affekt-Strategien in den platonischen Frühdialogen                                               | 2017 | ISBN 978-3-11-050001-1 |
| 6    | Nicola Hömke, Gian Franco Chiai, Antonia Jenik (Hrsg.)              | Bilder von dem Einen Gott. Die Rhetorik des Bildes in monotheistischen Gottesdarstellungen der Spätantike                     | 2016 | ISBN 978-3-11-051673-9 |
| 7    | Stefano Rocchi und Cecilia Mussini                                  | Imagines Antiquitatis. Representations, Concepts, Receptions of the Past in Roman Antiquity and the Early Italian Renaissance | 2017 | ISBN 978-3-11-051780-4 |
| 8    | Lisa Cordes                                                         | Kaiser und Tyrann. Die Kodierung und Umkodierung der Herrscherrepräsentation Neros und Domitians                              | 2017 | ISBN 978-3-11-054318-6 |
| 9    | Colin G. King, Roberto Lo Presti (Hrsg.)                            | Werner Jaeger – Wissenschaft, Bildung, Politik                                                                                | 2017 | ISBN 978-3-11-054803-7 |
| 10   | Marco Castellari                                                    | Hölderlin und das Theater. Produktion – Rezeption – Transformation                                                            | 2018 | ISBN 978-3-11-058332-8 |
| 11   | Anabelle Thurn                                                      | Rufmord in der späten römischen Republik. Charakterbezogene Diffamierungsstrategien in Ciceros Reden und Briefen              | 2004 | ISBN 978-3-11-059848-3 |
| 12   | Emrys Schlatter                                                     | Der Tod auf der Bühne. Jenseitsmächte in der antiken Tragödie                                                                 | 2018 | ISBN 978-3-11-061104-5 |
| 13   | Melanie Möller                                                      | Gegen / Gewalt / Schreiben. De-Konstruktionen von Geschlechts- und Rollenbildern in der Ovid-Rezeption                        | 2020 | ISBN 978-3-11-070296-5 |
| 14   | Yuzhong Chen                                                        | Hölderlins ›Archipelagus‹. Mythos, Philosophie, Gattungspoetik                                                                | 2020 | ISBN 978-3-11-070320-7 |
| 15   | Marvin Müller                                                       | Der andere Blick auf Caesars Kriege. Eine narratologische Analyse der vier Supplemente im ›Corpus Caesarianum‹                | 2021 | ISBN 978-3-11-071144-8 |
| 16   | Gregor Bitto, Bardo Gauly                                           | Auf der Suche nach Autofiktion in der antiken Literatur                                                                       | 2021 | ISBN 978-3-11-073903-9 |